# 高岡村 (兵庫県)
高岡村（たかおかむら）は、兵庫県飾磨郡にあった村。現在の姫路市中心部の西北西、姫新線・播磨高岡駅の周辺にあたる。

## 地理
- 河川：夢前川

## 歴史
- 1889年（明治22年）4月1日 - 町村制の施行により、飾西郡今宿村・下手野村・上手野村・山畑新田・北今宿村の区域をもって発足。
- 1896年（明治29年）4月1日 - 所属郡が飾磨郡に変更。
- 1935年（昭和10年）10月1日 - 姫路市に編入。同日高岡村廃止。

## 経済

### 産業
農業
『大日本篤農家名鑑』によれば、高岡村の篤農家は、吉田吉太郎がいた。
企業
- 飾西郡蠶業[2]
- 姫路牛馬定設市場[3] - 設立は1901年1月[3]。

## 出身・ゆかりのある人物
- 田寺敬信[3]（衆議院議員、神戸家畜市場社長）
- 田寺俊信（官僚、姫路市長）[4]

## 交通

### 鉄道路線
- 鉄道省
  - 姫津東線（現・姫新線）
    - 播磨高岡駅